# Grevillea goodii
Grevillea goodii är en tvåhjärtbladig växtart som beskrevs av Robert Brown. Grevillea goodii ingår i släktet Grevillea och familjen Proteaceae. Inga underarter finns listade i Catalogue of Life.